# Казираги, Стефано
Стефано Казираги (итал. Stefano Casiraghi, 8 сентября 1960 ― 3 октября 1990) ― итальянский гонщик и бизнесмен.

## Юность
Сын Жанкарло Казираги (1925-1998), богатого бизнесмена, и Фернанды Казираги (урожденной Биффи), Стефано Казираги вырос в поместье семьи Казираги, Вилла Сигонь, в Фино-Морнаско . У него было два брата, Марко и Даниэле и одна сестра, Розальба. Он рано увлекся гонками на скоростных катерах на озере Комо. Стефано последовал примеру своих братьев, поступив в Миланский университет Боккони, но вскоре бросил учебу, не получив ученой степени. Он начал работать на своего отца и старшего брата Марко.

## Карьера
Казираги занимался недвижимостью и розничными экспортными предприятиями семейного бизнеса, который основал его отец. Его некролог в издании The New York Times описывал его как финансиста и председателя Cogefar France (строительной дочерней компании Fiat). Тот же источник сообщил, что у него был контрольный пакет акций Engeco, строительной компании в Монако, которую он основал в 1984 году. Во время рождения своего первого ребенка он был директором бутика Christian Dior в Монте-Карло.
Он участвовал в восьмидесяти морских гонках в течение своей жизни. За свою 20-летнюю карьеру[уточнить] Стефано выиграл дюжину таких соревнований и на момент своей смерти являлся чемпионом мира по морским гонкам на скоростных катерах, включая чемпионат мира, проходивший у побережья Атлантик-Сити в 1989 году. Казираги установил рекорд (с тех пор побитый) на скорости 277 км/ч на озере Комо в 1984 году.

## Личная жизнь
29 декабря 1983 года он женился на принцессе Каролине, церемония прошла в Зеркальном зале Монегасского княжеского дворца в Монако. Они не смогли провести католическую церемонию, так как Каролина развелась с Филиппом Жюно, а расторжение брака еще не было получено. Поскольку Каролина была на третьем месяце беременности, пара не хотела откладывать свадьбу.
У супругов родились трое детей: Андреа, Шарлотта и Пьер. Дети занимают соответственно четвертое, восьмое и одиннадцатое места в очереди на престол Монако после своих двоюродных братьев-близнецов и матери. Хотя их родители не вступали в брак в церкви, как того требовало церковное законодательство, они были узаконены папой Иоанном Павлом II в феврале 1993 года, через восемь месяцев после того, как брак их матери с Жюно был аннулирован в июне 1992 года.

## Смерть
Казираги погиб в результате несчастного случая на морских гонках на моторных лодках у берегов Монако близ Кап-Ферра 3 октября 1990 года, защищая свой титул чемпиона мира по офшорам. Ему было 30 лет, и он планировал уйти в отставку после гонки. Всего несколько недель до этого он пережил несчастный случай, когда его лодка взорвалась у берегов Гернси.
На ипподроме были волны от трех до четырех футов, что привело к тому, что 42-футовый катамаран Казираги Pinot di Pinot перевернулся. Двигаясь со скоростью около 150 км/ч, у него не было полного купола, и эксперты, изучавшие аварию, сказали, что Казираги, скорее всего, пережил бы аварию, если бы лодка была оснащена таким куполом. В результате его смерти законы о безопасности стали более строгими, ремни безопасности и закрытый корпус стали обязательными, как и конструкция двойного корпуса для лодок. Гонки теперь проходят рядом с гаванью, где волны более мягкие, которая охраняется по соображениям безопасности, поскольку лодкам больше не разрешается проезжать рядом с трассой.
О несчастном случае Энн Эдвардс написала, что Казираги и его второй пилот Патрис Инноченти пытались наверстать время, которое они потеряли ранее в гонке, когда остановились, чтобы спасти пилота, чье судно загорелось. Инноченти выжил в аварии. Его вытащили из воды и доставили в больницу принцессы Грейс в Монако.
Похороны Казираги состоялись в соборе Святого Николая в Монако через восемь лет после похорон принцессы Грейс. Казираги похоронен в часовне де ла Пэ в Монако, которая также является местом упокоения деда его жены по отцовской линии, принца Монако Пьера.